# مورگانا اورایلی
مورگانا اورایلی (انگلیسی: Morgana O'Reilly؛ زادهٔ ۱۹ اوت ۱۹۸۵) بازیگر اهل نیوزیلند است.
از فیلم‌ها یا مجموعه‌های تلویزیونی که وی در آن‌ها نقش داشته است، می‌توان به وایت لوتوس، ونت ورت و همسایگان اشاره نمود.